# Karl Olander
Karl Oskar Natanael Olander, född 16 juni 1873 i Skara, Skaraborgs län, död 6 mars 1923 i Kungsholms församling, Stockholm, var  en svensk psykiater. 
Olander blev student vid Uppsala universitet 1894, medicine kandidat 1901 och medicine licentiat vid Karolinska institutet i Stockholm 1907. Han var biträdande läkare vid Stockholms stads allmänna försörjningsinrättning 1907–08, överläkare vid Stockholms stads provisoriska sinnessjukanstalter 1909–10 och biträdande överläkare vid Långbro sjukhus från 1910. Han blev även stadsdistriktsläkare i Adolf Fredriks östra distrikt 1911.